# Vliedberg

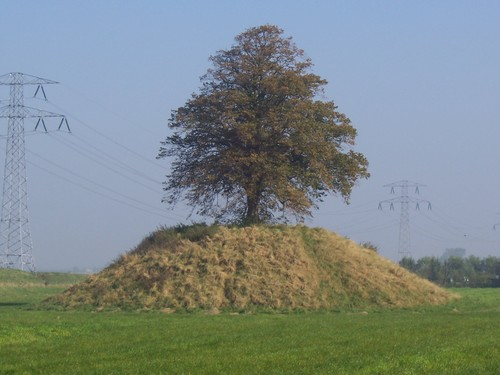
Vliedberg 't Hof Blaemskinderen

Vliedberg is de gebruikelijke naam voor de kunstmatige heuvels die verspreid liggen over voornamelijk de provincie Zeeland. Hoewel er veel verwarring was over waar deze vijf tot twaalf meter hoge bergjes voor dienden, is men er tegenwoordig van overtuigd dat de meeste vliedbergen oorspronkelijk dienden als heuvel voor een mottekasteel. Dit in tegenstelling tot wat de naam vliedberg suggereert.

## Historie en ontstaan

### Vroegste periode
De meeste vliedbergen zijn opgericht in de periode die liep van het eind van de twaalfde tot en met de veertiende eeuw. In die periode was er van enig centraal gezag in Zeeland nauwelijks sprake. Om zich beter te kunnen verdedigen bouwden sommige landheren in die tijd eenvoudige mottekastelen. De oudste bestaan uit een steile kernheuvel, die vaak boven op een bestaand terpje werd gebouwd. Het bouwmateriaal voor de kernheuvel werd meestal weggehaald rondom de heuvel zodat er meteen een gracht gegraven werd. De vliedbergen die zo ontstonden worden meestal tweeperiodebergjes genoemd omdat ze in twee perioden zijn opgeworpen (eerst de terp en later de kernheuvel). Vliedbergen die niet op een bestaand terpje werden opgericht worden vaak eenperiodebergjes genoemd. Boven op de kernheuvel op een rond plateau stond meestal een eenvoudig houten kasteel of donjon dat dan weer omringd werd door een palissaderij. Het voordeel van dit type burcht was dat ze eenvoudig en goedkoop was op te richten, omdat er alleen met lokaal voorradig materiaal gebouwd werd (aarde en hout). Deze mottekastelen waren de voorgangers van het veel bekendere waterkasteel.

### Latere ontwikkeling

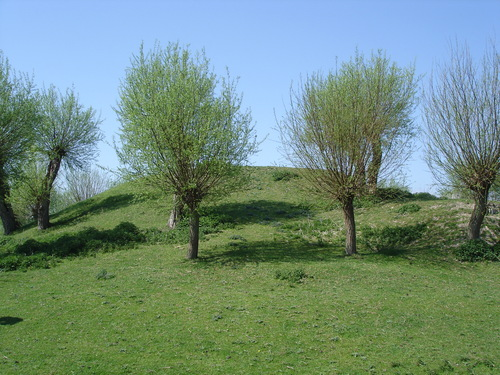
Vliedberg "Berg van Troje"

Enkele van deze eenvoudige mottekastelen werden in de loop der tijd steeds groter en complexer. In de loop van de twaalfde eeuw ontwikkelde het mottekasteel zich tot zijn uiteindelijke vorm. Deze vorm bestond ten eerste uit de kernheuvel, ook wel opperhof genoemd, waarop de donjon was aangelegd. Deze donjon was omsloten door een palissademuur die tijdens latere ontwikkelingen vaak vervangen werd door een stenen muur. De kernheuvel zelf is meestal omgeven door een gracht. De motteheuvel met de versterkte toren vertegenwoordigde het residentiële (adellijke) en militaire karakter van de burcht. Soms bestond de motte dan ook nog uit een of meerdere voorburchten, dit was echter in Zeeland slechts zelden het geval. Er was meestal wel een lager gelegen 'nederhof', een gebied dat ook omgracht was, en omgeven door een palissaderij. In dit nederhof, met zijn nutsgebouwen en met soms een kapel en het eigenlijke woonhuis van de heer, speelde het dagelijkse leven zich af. Deze beschrijving dient echter slechts als voorbeeld, er bestonden vele varianten. Bij de Zeeuwse vliedbergen is het bekendste voorbeeld van een volledig ontwikkeld mottekasteel de Berg van Troje in het dorp Borssele. Hier is behalve de kernheuvel die naast het nederhof gebouwd was nog een volledig vierkante gracht herkenbaar in het landschap.
Buiten Zeeland ontwikkelden sommige mottekastelen zich tot volledige stenen kastelen, zoals in Limbricht en in Leiden heden ten dage nog goed te zien is. Of deze ontwikkeling ook in Zeeland heeft plaatsgevonden is niet zeker, aangezien er in Zeeland op geen van de vliedbergen enig kasteelrestant is overgebleven. Wel is uit archeologisch onderzoek bekend dat op de Berg van Troje de houten palissaderij vervangen werd door een stenen muur. In Zeeland raakten de mottekastelen ten slotte in verval. Wat ervan overbleef waren de aarden vliedbergen, waarvan zelfs de oorspronkelijke functie na enkele eeuwen vergeten was.

## Verspreiding van vliedbergen in Zeeland
Ooit zijn in Zeeland zo'n 170 mottes geweest. Op ongeveer 38 plaatsen is nog een vliedberg terug te vinden in het landschap. De meeste zijn gelegen op Walcheren en Zuid-Beveland. Enkele vliedbergen zijn ook te vinden op Tholen, in Zeeuws-Vlaanderen en op Schouwen-Duiveland.

## Gereconstrueerde mottekastelen

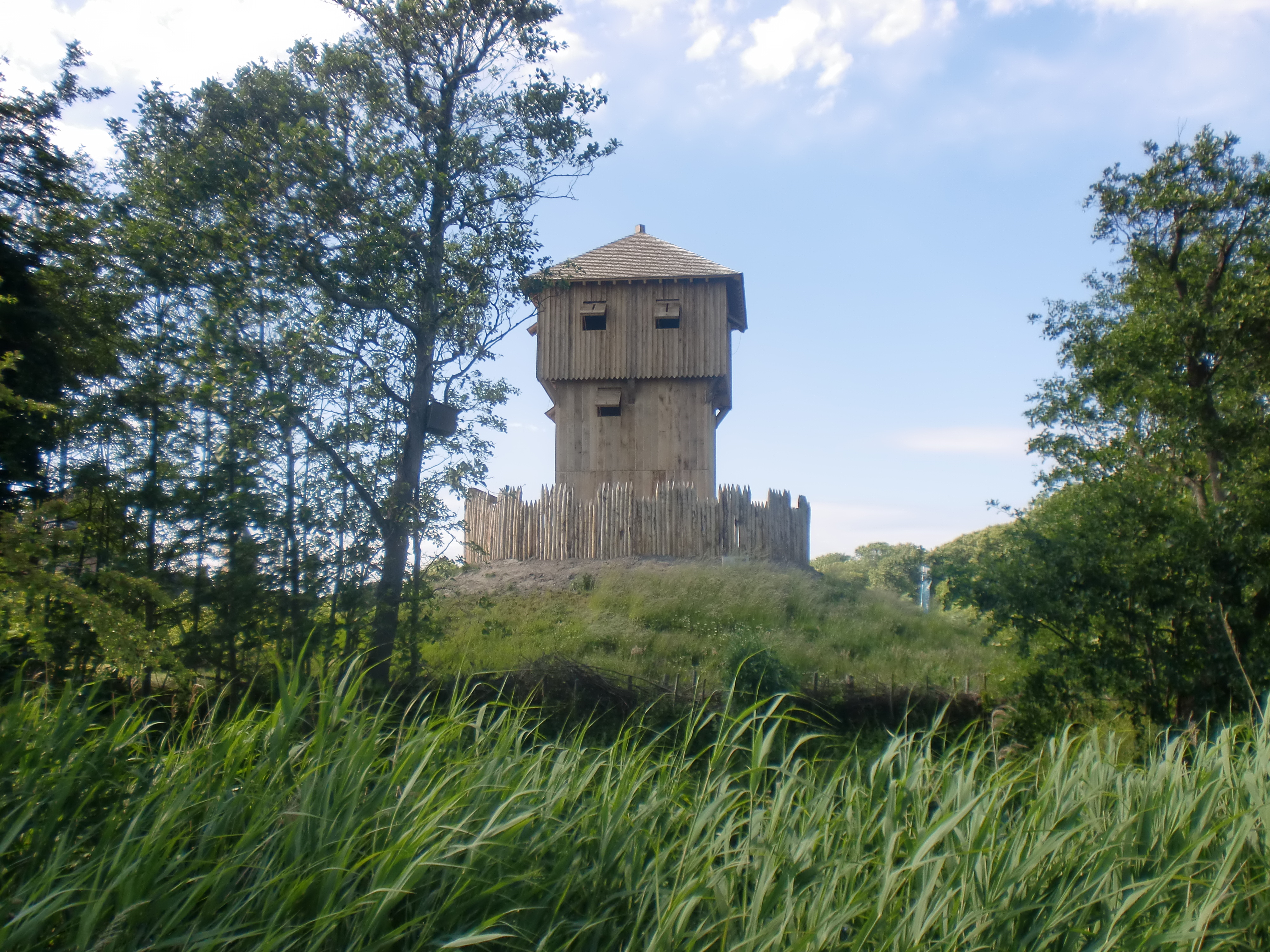
Reconstructie mottekasteel in Oostkapelle

Ondanks het feit dat alle originele vliedbergkastelen verdwenen zijn, kan het type kasteel nog bezichtigd worden in Oostkapelle, Zeeland, (Nederland), Lütjenburg en Kanzach (Duitsland) en in  Saint-Sylvain-d'Anjou (Frankrijk).
Bij deze plaatsen zijn getrouwe reconstructies te zien van mottekastelen op een (vlied)berg.